# Stuart Henrietta Anna angol királyi hercegnő
Angliai Henrietta Anna (franciául: Henriette d'Angleterre, születési nevén angolul: Henrietta Anne Stuart; Exeter, Anglia, 1644. június 16. – Saint-Cloud, Franciaország, 1670. június 30.), Stuart-házból származó angol királyi hercegnő, I. Károly angol király és Franciaországi Henrietta Mária királyné legfiatalabb leánya, aki Fülöp orléans-i herceg első feleségeként XIV. Lajos francia király sógornője volt.
Az angol forradalom elől két éves korában édesanyjával Franciaországba menekültek, ahol Minette becenéven volt ismeretes. 1661-ben ment férjhez első-unokatestvéréhez, Fülöp, Orléans hercegéhez. Férjével való kapcsolatát gyakori feszültségek jellemezték a mind a két félnél jelen lévő szeretők miatt: egyes feltételezések szerint Henrietta Anna sógorával, magával a királlyal, míg férje, Philippe de Lorraine lovaggal folytatott homoszexuális viszonyt. Fülöppel való házasságából három gyermeke született, akik közül ketten élték meg a felnőttkort.
A kimagaslóan művelt hercegné számos diplomáciai tárgyaláson vett részt, rendszeresen tárgyalt fivérével, II. Károly angol királlyal, és személyesen is közreműködött a Holland Köztársaság ellen 1670. június 1-én megkötött titkos doveri szerződésben is. Nem sokkal a paktum megkötését követően, június 30-án hunyt el váratlanul, mindössze huszonhat éves korában. Uralkodóháza férfiági kihalását követően a jakobiták ifjabb leánya, Anna Mária szárd–piemonti királyné leszármazottjait tekintik a brit trón jogos örökösének.

## Élete

### Származása
Édesapja a Stuart-házból való I. Károly angol király (1600–1649) volt, I. Jakab angol (VI. Jakab skót) király (1566–1625) és az Oldenburg-házból való Anna dán királyi hercegnő (1574–1619)˙legidősebb felnőtt fia, Stuart Mária skót királynő és II. Frigyes dán király unokája.
Édesanyja a Bourbon-házból származó Henrietta Mária francia királyi hercegnő (1609–1669), Anglia, Skócia és Írország királynéja, IV. Henrik francia király (1553–1610) és Medici Mária firenzei hercegnő (1575–1642) leánya, Antal navarrai király és Francesco de’ Medici toszkánai nagyherceg unokája.
Szülei házasságából kilenc testvér született, de csak négyen érték meg a felnőttkort.
- Károly Jakab, Cornwall és Rothesay hercege (*/† 1629. május 13.), születésekor meghalt,
- Károly trónörökös (1630. május 29. – 1685. február 6.), 1660-tól II. Károly néven Anglia királya, Bragança Katalin infánsnőt vette feleségül,
- Mária hercegnő (1631. november 4. – 1660. december 24.), II. Vilmos orániai herceg felesége, Oránia hercegnéje,
- Jakab herceg (1633. október 14. – 1701. szeptember 16.),  1685–1688 között II. Jakab néven Anglia királya,
- Erzsébet hercegnő (1635. december 29. – 1650. szeptember 8.), fiatalon halt meg, Oliver Cromwell börtönében,
- Anna hercegnő (1637. március 17. – 1640. december 8.), kisgyermekként meghalt,
- Katalin hercegnő (*/†  1639. június 29.), születésekor meghalt,
- Henrik herceg (1640. július 8. – 1660. szeptember 18.)
- Henrietta Anna hercegnő (1644. június 16. – 1670. június 30.), I. Fülöp orléans-i herceg első felesége

Henrietta Anna szüleinek legfiatalabb gyermeke volt, a családban Minette-nek becézték. 1644. július 21-én az exeteri székesegyházban keresztelték, az anglikán egyház szertartása szerint. 1646-ban mindössze kétéves volt, amikor anyja, gyermekeivel együtt, az angol forradalom és polgárháború atrocitásai elől szülőhazájába, Franciaországba menekült. Párizsban állandó pénzhiányban, szűkösen éltek. Henrietta Anna négyéves volt, amikor apját, Károly királyt, a Cromwell által irányított parlament Londonban kivégeztette. Henrietta Anna testvérei közül a legidősebbel, Károly trónörökös herceggel alakított ki szoros baráti viszonyt.
A száműzött, trónfosztott királyi család legkisebb leányaként Henrietta Annának kevés reménye volt, hogy uralkodói rangú kérőt kaphasson. Ezt a hátrányt erőteljes tanulással, sokoldalú művelődéssel igyekezett kiegyenlíteni. 1660 októberében tizenhat éves volt, amikor a köztársaság bukása után özvegy anyjával és testvéreivel együtt hazatérhetett, és bátyját II. Károly néven Anglia királyává koronázták.

### Házassága

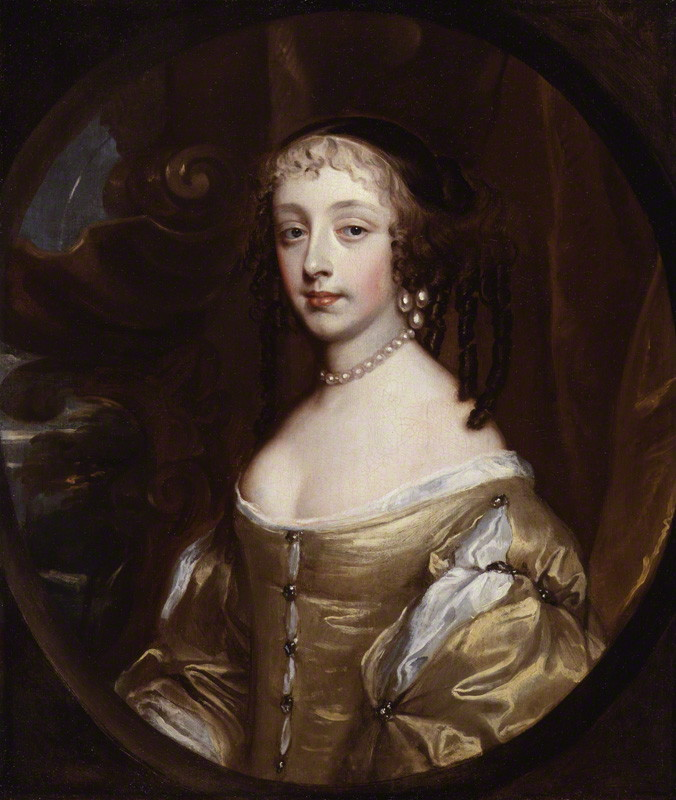
Stuart Henrietta Anna 18 éves korában, 1662-ben

1660-ban, amikor bátyja visszanyerte Anglia trónját, Stuart Henrietta Anna hirtelen „jó parti” lett. Hamarosan eljegyezték egyik unokafivérével, Orléans-i Fülöp herceggel (1640–1701), XIII. Lajos király és Ausztriai Anna spanyol infánsnő második fiával, XIV. Lajos francia király öccsével, a Monsieur-vel. A házasságot XIV. Lajos hozta tető alá. 1661. március 31-én a párizsi Palais-Royal kápolnájában Fülöp herceg feleségül vette Henrietta Anna hercegnőt, ehhez a menyasszonynak előbb át kellett térnie római katolikus vallásra.
Fülöp nem kívánta a házasságot, nyílt homoszexuális viszonyt folytatott férfi kegyenceivel, elsősorban a kalandor Philippe de Lorraine-nel, elterjedt nevén „Loréna lovaggal”, a király neheztelése ellenére. Henrietta gyűlölte férjének kegyenceit, de maga is kikapós lévén, több szeretőt tartott, többek szerint viszonyba keveredett sógorával, a királlyal is. Az udvar tagjai, maga Lorraine lovag is intrikált Fülöp felesége ellen. A rossz házasságból ennek ellenére kilenc terhesség keletkezett, bár csak három élő gyermek született, közülük ketten érték meg a felnőttkort:
- Mária Lujza (1662–1689), aki az utolsó Habsburg-házi spanyol király, II. Károly felesége lett. Utódaik nem születtek.
- Fülöp Károly királyi herceg, Valois hercege (1664–1666), kisgyermekként meghalt.
- Anna Mária (1669–1728), aki 1684-ben II. Viktor Amadé savoyai herceghez (1666–1732) ment feleségül. Férje 1730-tól II. Viktor Amadé néven szárd–piemonti király lett. A Stuart-házból származó anyja révén a brit jakobiták Anna Mária királynét és utódait tekintették az Egyesült Királyság és Írország jogos trónörökösének.

Az utódlás miatt elvárt tennivalókon kívül Fülöp nem sokat törődött feleségével. Henrietta Anna, aki számos megalázást szenvedett el Lorraine lovag miatt, a királytól kért támogatást. XIV. Lajos maga is igyekezett eltávolítani az udvarból Lorraine lovagot, cserében politikai engedményeket remélt az angol királyi udvartól. 1670 januárjában XIV. Lajos választás elé állította a lovagot: vagy If várába záratja, vagy önként elutazik Rómába. A királyi döntésben Henrietta Anna hercegné követelése is szerepet játszott.

### Titkos diplomáciai szerepe

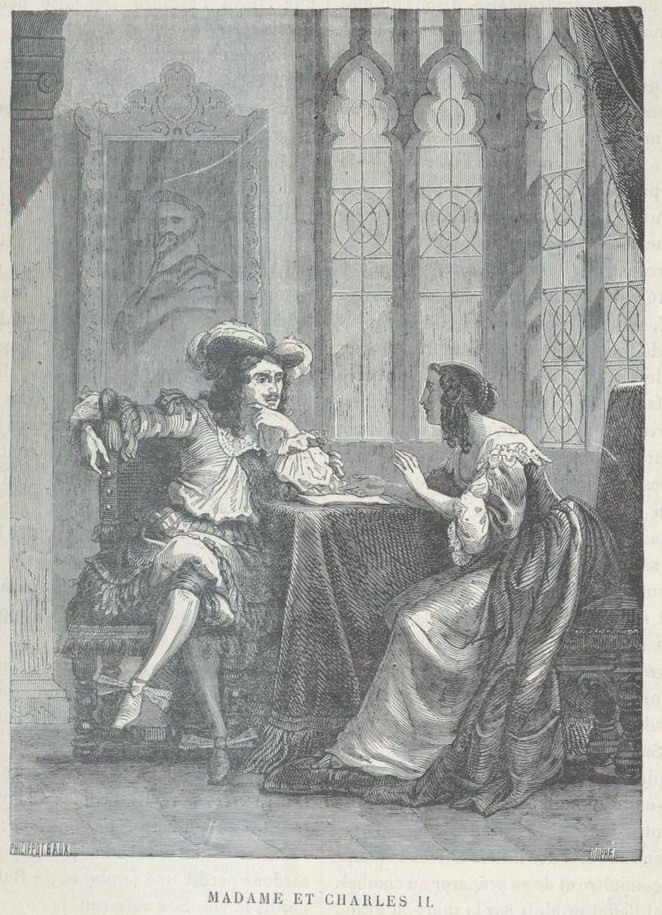
Henrietta Anna hercegné Doverben tárgyal bátyjával, II. Károly angol királlyal

Lajos már 1669 márciusa óta titkos tárgyalásokat folytatott Henrietta Anna bátyjával, II. Károly angol királlyal a francia–angol katonai szövetségről. 1670 elején politikai megbízással Angliába küldte sógornőjét. Károly hajlandónak mutatkozott, hogy áttérne a római katolikus vallásra. Emellett Károly titokban arra készült, hogy elhagyja a hármas szövetséget, melyet Anglia 1668-ban kötött Svédországgal és a Holland Köztársasággal, meghátrálásra késztetve XIV. Lajost a devolúciós háborúban. Henrietta Anna a titkos doveri tárgyalásokon bátyjának, Károlynak bizalmas tanácsadója volt, közvetítve sógorának, Lajosnak szándékait.
1670. június 1-jén (Julián-naptár sz. május 22-én)  megkötötték a titkos doveri szerződést Anglia és Franciaország között. Ebben Franciaország segítséget ígért Károlynak, hogy országával együtt visszatérjen a római katolikus egyházba, Anglia pedig katonai támogatást ígért Franciaországnak a Hollandia ellen tervezett hódító háborújában (amelyet Lajos 1672-ben el is indított). A szerződés következménye a harmadik angol–holland háború lett, amely ugyancsak 1672-ben tört ki).

### Hirtelen halála

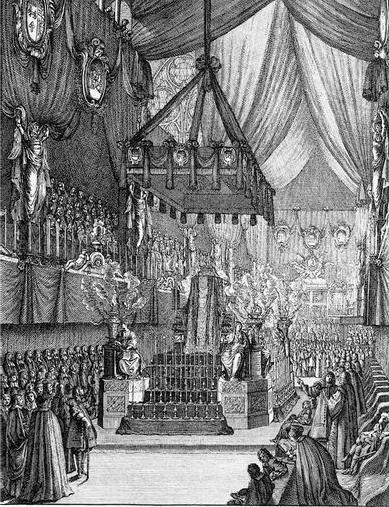
Temetési szertartása a Saint-Denis-székesegyházban

A doveri tárgyalások után Henrietta Anna visszatért férjéhez, Franciaországba. Néhány nappal később a Saint-Cloud-i kastélyban rosszul lett. Lázas hasmenés lepte meg, ekkor jéghideg vadcikóriás vizet itattak vele, amelynek ekkoriban lázcsillapító és gyomorfekély-enyhítő szerepet tulajdonítottak). Állapota gyorsan súlyosbodott, másnap, június 30-án nagy kínok között meghalt.
Halála után azonnal felröppent a pletyka, hogy ellenlábasa, Lorraine lovag mérgeztette meg, a megvesztegetett kezelőorvosok útján. Az angol nagykövet jelenlétében megtartott hivatalos boncolási eredmény heveny hashártyagyulladást és hasfali perforációt állapított meg a halál okaként. A mérgezési gyanút nem vizsgálták ki, senkit nem fogtak perbe. Maga Lorraine lovag kiváló alibivel rendelkezett, hiszen a Madame halálának idején Rómában tartózkodott. Hamarosan visszatért Fülöphöz, Saint-Cloud-ba.
Az elhunyt hercegnét a Saint-Denis-székesegyházban temették el 1670. július 4-én. Ravatalánál a köztiszteletnek örvendő Jacques-Bénigne Bossuet teológus és író, Gers püspöke tartott búcsúbeszédet.

### Fejlemények elhunyta után
XIV. Lajos nyomban újabb házasságra sarkallta megözvegyült öccsét, aki erre azt a feltételt támasztotta, hogy elűzött kegyence, „Loréna lovagja” hazatérhessen hozzá. A gyászév leteltével, 1671 végén Fülöp herceg feleségül vette a Wittelsbach-házból való Erzsébet Sarolta (Liselotte von der Pfalz, 1652–1722) hercegnőt, I. Károly pfalzi választófejedelem és Sarolta hessen–kasseli őrgrófnő leányát, akit szintén királyi bátyja jelölt ki számára. Fülöp második házasságából született (II.) Orléans-i Fülöp (1674–1723), aki 1715 után Franciaország régense lett, és Erzsébet Sarolta (1676–1744), I. Lipót lotaringiai herceg férje, I. Ferenc német-római császár anyja.
Henrietta Anna hercegné gyermekei közül csak leányának, Orléans-i Anna Mária szárd királynénak (1669–1728) születtek további utódai. 1807-ben elhunyt Henry Benedict Stuart herceg, York püspöke (1725–1807), vele kihalt a Stuart-ház utolsó férfi tagja. Azóta a Stuart-ház hívei, a brit jakobiták Stuart Henrietta Anna leányának, Anna Mária szárd királynénak utódait tekintik az Egyesült Királyság és Írország jogos trónörököseinek. Az első (1807-ben élő) személy, akit a jakobiták a brit trón jogos várományosának nyilvánítottak, IV. Károly Emánuel szárd–piemonti király (1751–1819) volt, Stuart Henrietta Anna ükunokája. IV. Károly Emánuel halála után a jakobita trónigénylés rendje az ő utódaira is átszármazott.